# Ognenni anguel
Ognenni anguel (transcripció del rus, Огненный ангел, en català L'àngel de foc), op.37, és una òpera en cinc actes composta per Serguei Prokófiev sobre un llibret rus escrit a partir del drama homònim escrit per Valeri Briússov el 1908. Acabada el 1927, no es va estrenar fins al 25 de novembre de 1954 al Théâtre des Champs-Élysées de París en versió de concert.

## Argument
En una hostatgeria, Renata, turmentada i histèrica, confon Ruprecht amb el comte Enric, un examant a qui associa amb el seu àngel guardià. Ruprecht, enamorat d'ella, accepta dur-la a la ciutat de Colònia per a una trobada amb Enric. La parella tracta de trobar a Enric per art de màgia: Ruprecht es mostra frustrat després d'una visita al mag Agrippa de Nettesheim. Mentre Renata ha trobat Enric, i rebutjada per aquest urgeix Ruprecht que lluiti contra ell. Ruprecht perd la baralla. Renata amenaça de deixar a Ruprecht, la passió física obsessiva contrasta amb els records del seu àngel guardià. En un jardí a la vora del Rin, apareixen Faust i Mefistòfil; Renata li llança un ganivet a Ruprecht, acusant-lo d'estar endimoniat. Ruprecht observa com el diable devora lentament i furiosa un criat i com després el ressuscita d'un abocador. Ruprecht es troba a la sala de l'Inquisidor, un fanàtic dedicat a investigar una història de possessió diabòlica, els seus dubtes sorgeixen arran d'una novícia: Renata. Apareixen signes de possessió, en començar els rituals de l'exorcisme, la histèria s'apodera de la comunitat del convent i l'òpera conclou quan l'Inquisidor proclama Renata culpable de bruixeria, i la condemna a morir a la foguera.